# Cippus Abellanus
El Cippus Abellanus, a veces conocido por su nombre italiano como Cippo abellano, es una lápida calcárea que contiene inscripciones en idioma osco datadas de mediados del siglo II a. C. Encontrado en el territorio de la antigua ciudad samnita de Avella (de la cual toma el nombre) en el 1745, actualmente se custodia en el Seminario de Nola.

## Contenido
La inscripción es un tratado entre las ciudades de Avella y Nola para la demarcación de las fronteras. El tratado, estipulado entre dos meddix (magistrados samnitas), define las pertenencias y los límites del santuario, quizás administrado conjuntamente por Avella y Nola, e indica el límite entre los territorios de las dos ciudades. Data del siglo II a. C., probablemente entre el 120 y 110 a. C.
Uno de los problemas más difíciles de desentrañar del texto siempre ha sido la localización de la frontera que trata y se centra en los  slaagid-slagím presentes en el cipo y nunca más atestiguados en el corpus osco. Todos los eruditos autorizados que se han ocupado de su traducción han reportado dificultades parecidas. En una de las monografías dedicadas al cipo en los últimos años, A. Franchi De Bellis renunció a las hipótesis planteadas hasta ese momento e hizo del término hapax "slage" («el problema etimológico de hapax sigue abierto»); casi simultáneamente, Wörterbuch des Oskisch-Umbrischen de J. Untermann consideró que la etimología de slaagid-slagím es unbekannt, es decir, desconocida. Sin embargo, en una propuesta más reciente, refiriéndose esencialmente a la naturaleza "lingüística" de los datos, Alberto Manco siguió un procedimiento reconstructivo y con base en él planteó la hipótesis de la compatibilidad formal total del hapax con el topónimo "Schiava", cuyo referente también corresponde al territorio en cuestión que aparece en el texto.

### El texto
| Lado A maiiúí vestirikiíúí mai(eís) sta(ttieís) prupukid sverruneí kvaístu- reí abellanúí, íním maiiúí lúvkiíúí mai(eís) pakalatúí [m]edíkeí deketasiúí núvl[a] [núí], íním lígatúís abellan[úís] íním lígatúís núvlanúís, pús senateís tanginúd suveís pútúrúspíd ligat[ús] fufans, ekss kúmbened [am-?] sakaraklúm herekleís [ú]p slaagid púd íst, íním teer[úm] púd úp eísúd sakaraklúd [íst], púd anter teremníss eh[......] íst, paí teremenniú mú[íníkad] tanginúd prúftú set r[...5-6...] amnúd, puz ídík sakar[aklúm] íním ídík terúm múín[íkúm] múíníkeí tereí fusíd, [íním] eíseís sakarakleís [íním] tere[í]s fruktatiuf múíníkú pútúrú[mpid] [fus]íd. avt núvlan[úm es-] [tud] herekleís fí[isnaíen dún-] [úm p]íspíd núvlan[ús ....] [...] íp p[...]ís [..........] | Lado B ekkum [svaí píd íússu íp] trííbarak [avum hereset ant] líimítú[m h]ernúm, [puf] herekleís fíisnú mefi[ú] íst, ehtrad feíhúss pú[s] herekieís fiísnam amfr- et pert víam pússtís, paí íp íst pústin slagím, senateís suveís tangi- núd tríbarakavúm lí- kítud. íním íúk tríba rakkiuf pam núvlanús tríbarakattuset íním úíttiuf núvlanúm estud. ekkum svaí píd abellanús tríbarakattuset íúk trí barakkiuf íním úíttiuf abellanúm estud. avt púst feíhúís pús fisnam am- fret eíseí tercí nep abel- lanús nep núvlanús pídum tríbarakattins. avt the savrúm púd e<í>seí tereí íst pún patensíns máíníkad t[an] [g]ínúd patensíns; íním píd e[íseí] thesavreí púkkapíd ee[stit] [a]íttíúm alttram alttr[ús] [f]erríns. avt anter siag[ím] [a]bellanam íním núvlanam [s]ullad víú uruvú íst pedú(m) x[+?]. [e]ísaí víaí mefìaí tereme[n]- [n]iú staíet. |

## Hallazgo
El cipo fue encontrado entre las ruinas del castillo de Avella en 1745; luego fue llevado al pueblo y colocado en el umbral de una casa.
Ha sido objeto de estudios por muchos especialistas, entre ellos Theodor Mommsen, Karl Richard Lepsius y Giacomo Devoto.

## Nota
1. 1 2 3  Adriano La Regina, Il Cippo abellano.
2. ↑  Annalisa Franchi De Bellis, Il cippo abellano, Università degli Studi di Urbino, Urbino, 1988
3. ↑  J. Untermann, Wörterbuch des Oskisch-Umbrischen, Winter, Heidelberg, 2000
4. ↑  Alberto Manco, Sull'osco *sl(a)gi-, Napoli, UNO, 2006 (Università degli studi di Napoli "L'Orientale". AIΩN sezione Linguistica, 28), pp. 273-275.
5. ↑  «Descrizione del Cippo sul sito del Seminario di Nola».